# واوية
الواوية أو واو العطف اللاتينية (&) هي رسومية مركبة من t بعد ε، تقابلها واو العطف في اللغة العربية، و"۽" في اللغة السندية.